# Gagner ou mourir
Pour le film, voir Gagner ou mourir (film).
Gagner ou mourir est le septième épisode de la saison 1 du Trône de fer, série télévisée américaine de fantasy, diffusée en primeur le 29 mai 2011 sur HBO. Il a été écrit par les créateurs de la série et producteurs exécutifs David Benioff et D. B. Weiss et réalisé par Brian Kirk.

## Résumé
Robert a été grièvement blessé par un sanglier lors de sa partie de chasse et agonise. La question de la succession pose un problème à Eddard Stark, qui apprend de la bouche de Cersei Lannister que ses fils sont de Jaime, enfants issus de la consanguinité pour assurer la pérennité de leur sang, comme le pratique également la famille Targaryen. Eddard ne voit donc qu'un seul héritier légitime : Stannis Baratheon, frère de Robert. Littlefinger lui déconseille ce choix ; parfaitement au courant de la situation, il préfère voir un roi illégitime régner en paix que choisir la guerre.
Au Mur, Jon Snow doit prononcer ses vœux de membre de la Garde de Nuit et s'attend à être désigné patrouilleur, mais il est affecté à l'intendance personnelle du Lord Commandant ; s'il y voit une insulte à ses talents de combattant, Samwell Tarly croit plutôt que le Lord Commandant veut le former à prendre le commandement de la garde. À peine devenu officiellement Garde, son loup, Fantôme, ramène une main humaine à Jon, laissant penser que son oncle Benjen, qui n'est pas revenu de sa patrouille, est en danger.
À Vaes Dothrak, Daenerys fait tout pour convaincre son époux d'attaquer Port-Réal, mais celui-ci n'y voit aucun intérêt de régner. Il faudra que Daenerys échappe à une tentative d'empoisonnement, orchestrée par le Conseil de Port-Réal mais déjouée par Jorah Mormont, pour que Khal Drogo se décide à prendre les armes pour offrir à son fils à venir le trône qui lui revient.
Avant de mourir, Robert nomme secrètement Eddard Protecteur du royaume et régent du Trône en attendant la majorité de Joffrey. Ned tente alors de s'acheter la fidélité du Guet de la ville par l'intermédiaire de Littlefinger. Mais quand Ned tente de faire valoir ses droits auprès de Cersei et son fils, celle-ci déchire le document et le fait arrêter par le Guet, Littlefinger l'ayant trahi.